# Sijue Wu
Sijue Wu (en xinès: 邬似珏, en pinyin: Wū Sìjué, 15 de maig de 1964) és una matemàtica xineso-estatunidenca que treballa com a professora de matemàtiques Robert W. and Lynne H. Browne a la Universitat de Michigan. La seva recerca tracta sobre les matemàtiques de les ones d'aigua.
Wu va completar el grau i el màster els anys 1983 i 1986 a la Universitat de Pequín. Va completar el doctorat l'any 1990 a la Universitat Yale, sota la supervisió de Ronald Coifman. Després d'una formació provisional a la Universitat de Nova York, va treballar de professora ajudant a la Universitat Northwestern. L'any 1996 es va trasladdar a la Universitat d'Iowa i un altre cop al College Park de la Universitat de Maryland l'any 1998. Es va convertir en Browne Professor a la Universitat de Michigan l'any 2008.
Un article de Wu de 1997 a Inventiones Mathematicae que duia el nom "Bona definició en espais de Sobòlev del problema de l'ona d'aigua complet en dues dimensions", va ser el tema d'una revisió que va aparèixer a Mathematical Reviews.
Wu va ser conferenciant convidada al Congrés Internacional de Matemàtics de 2002, on va parlar d'equacions diferencials en derivades parcials.
Va obtenir el Premi Ruth Lyttle Satter de Matemàtiques i la medalla Morningside de plata l'any 2001, i la medalla Morningside d'or l'any 2010, convertint-se en la primera matemàtica a guanyar la medalla d'or.